# بطولة تونس للكرة الطائرة للرجال 2012-2013
بطولة تونس للكرة الطائرة للرجال 2012-2013 هو الموسم رقم 58 من بطولة تونس للكرة الطائرة للرجال.

فاز بهذا الموسم النادي الرياضي الصفاقسي.

## روابط خارجية
- الموقع الرسمي للجامعة التونسية للكرة الطائرة.